# أرون هاردي
أرون هاردي (بالإنجليزية: Aaron Hardy)‏ (26 مايو 1986 في المملكة المتحدة - ) هو لاعب كرة قدم بريطاني في مركز الظهير. لعب مع هدرسفيلد تاون وFarsley Celtic F.C. ‏ ونادي هاروجيت تاون ونادي جيزيلي ‏ وإف سي هاليفاكس تاون ونادي برادفورد بارك أفنيو.

## وصلات خارجية
- أرون هاردي على موقع قاعدة بيانات كرة القدم.إي يو (الإنجليزية)
- أرون هاردي على موقع Soccerbase.com (لاعب) (الإنجليزية)
- أرون هاردي على موقع Soccerway.com (الإنجليزية)